# 727
727（七百二十七、七二七、ななひゃくにじゅうなな）は自然数、また整数において、726の次で728の前の数である。 

## 性質
- 727は129番目の素数である。1つ前は719、次は733。
  - 約数の和は728。
- 2 と 7 を使った3番目の素数である。1つ前は277、次は2777。(オンライン整数列大辞典の数列 A020459)
  - 72…27 の形の最小の素数である。次は72227。(オンライン整数列大辞典の数列 A056257)
- 末尾の2桁が27の3番目の素数である。1つ前は227、次は827。(オンライン整数列大辞典の数列 A268860)
- 727 = 36 − 2
  - 3n − 2 の形の4番目の素数である。1つ前は241、次は19681。(オンライン整数列大辞典の数列 A014232)
- 82番目の回文数である。1つ前は717、次は737。
  - 1桁の数を除くと72番目の回文数である。
  - 15番目の回文素数である。1つ前は383、次は757。
- 32番目の 8n − 1 型の素数であり、この類の素数は x2 − 2y2 という形で表せるが、727 = 272 − 2 × 12 である。1つ前は719、次は743。
- 各位の和が16になる45番目の数である。1つ前は718、次は736。
- 1/727 は循環節の長さ726の循環小数になる。
  - 逆数が循環小数になる数で循環節が726になる最小の数である。次は1453。
  - 循環節が n − 1 である巡回数を作る47番目の素数である。1つ前は709、次は743。
- 727 = 6! + 7
  - n = 6 のときの n! + n + 1 の値とみたとき1つ前は126、次は5048。(オンライン整数列大辞典の数列 A213169)

## その他 727 に関連すること
- 西暦727年
- 紀元前727年

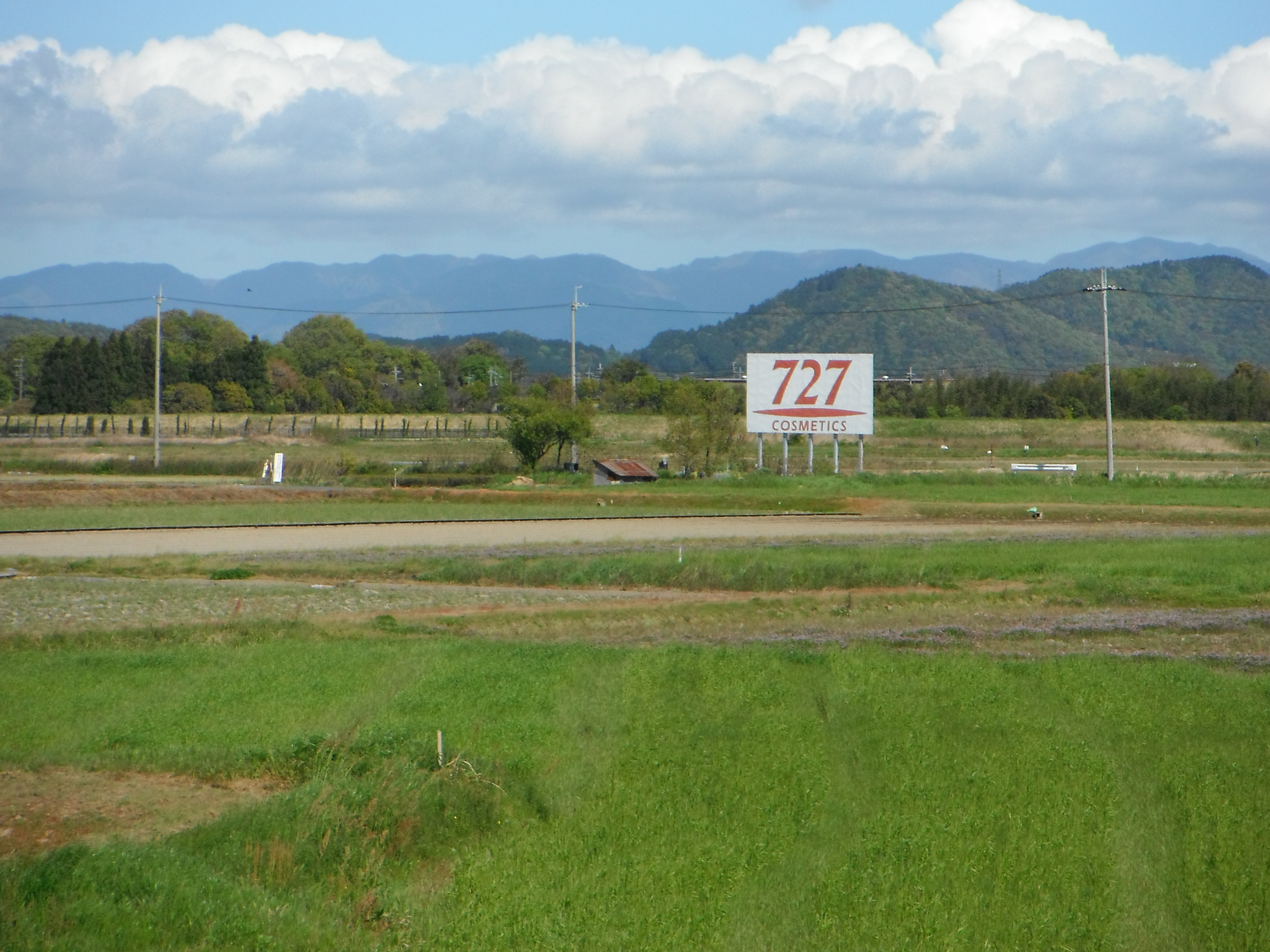
セブンツーセブンの野立て看板。

- セブンツーセブン（表記は「727」）は、日本の化粧品メーカー。創業者の誕生日が7月27日であることが、社名の由来。
- ボーイング727は、アメリカのボーイング製の旅客機。
- ミシガン (USS Michigan, SSBN-727/SSGN-727) は、アメリカ海軍のオハイオ級原子力潜水艦。
- 727マンションはベトナムにかつてあった建造物。